# Big Daddy - Un papà speciale
Big Daddy - Un papà speciale (Big Daddy) è un film del 1999 diretto da Dennis Dugan.

## Trama
Sonny Koufax è un adulto immaturo, laureato in legge ma senza lavoro stabile e con dei problemi con la sua fidanzata Vanessa, desiderosa di realizzarsi nella vita. Sonny divide un appartamento a Manhattan con un suo amico del college, Kevin, che contrariamente al protagonista è affermato sia nel lavoro che nella vita: è infatti un avvocato prossimo alle nozze con la sua ragazza Corinne. Tuttavia, Sonny detesta Corinne per una ragione: la vede in parte come una prostituta a causa del fatto che da giovane, per pagarsi l'università, faceva la cameriera da Hooters, un fast food che ha sempre visto, a causa dell'abbigliamento provocante indossato dalle cameriere, come un locale per prostitute, motivo per cui le rinfaccia sempre la vecchia occupazione che ha fatto mandando in ogni occasione la donna fuori di sè.
Un giorno, mentre Kevin sta andando in Cina per questione di affari, Sonny riceve un'inaspettata visita da un bambino di 5 anni, Julian, insieme ad una lettera destinata all'uomo nella quale c'è scritto che quel bambino è il figlio dello stesso, lasciatogli dalla madre venuta a mancare pochi giorni prima. Sonny tenta allora di contattare i servizi sociali, ma poiché questi sono chiusi per il Columbus Day decide di tenerlo fino al giorno seguente cercando di fare amicizia con il bambino.
Il giorno dopo Sonny, spacciandosi per Kevin, cioè il padre naturale, decide di adottare il bambino finché gli assistenti sociali non gli troveranno una nuova famiglia. Più tardi, i due vanno a casa di Vanessa, che però si scopre avere tradito il fidanzato con Sid, un signore di età avanzata che a detta della ragazza è un uomo pieno di esperienza e con dei piani futuri. Sonny, disgustato, se ne va e rompe il rapporto con Vanessa. L'uomo e Julian legano molto, tanto che Sonny permette al bambino di fare quello che vuole: egli ha piena libertà nel vestirsi, nel comportarsi e persino nel scegliere il proprio nome, tanto da chiamarsi liberamente "Frankenstein".
Sonny incontra poi Layla, la sorella di Corinne, con la quale comincia a frequentarsi. Nel frattempo Julian comincia la scuola e Sonny cerca di far capire al bambino cos'è giusto e cos'è sbagliato, cominciando insieme a lui un percorso di crescita personale: Julian impara infatti le regole basilari della società, mentre Sonny impara a prendersi cura di se stesso attraverso gli insegnamenti impartiti a Julian. Tuttavia, proprio quando tutto sembrava andare per il meglio, suona alla porta l'assistente sociale che costringe Julian a lasciare Sonny dopo avere scoperto la vera identità dell'uomo. Egli però non si arrende e decide di andare in tribunale insieme a due suoi amici avvocati, raggiunti in seguito a sorpresa anche da Layla e Kevin. Le testimonianze chiamate da Sonny non ottengono però il risultato sperato e seppur alla fine Sonny riesca durante l'udienza a riappacificarsi con il padre anche lui avvocato con cui non aveva buoni rapporti da tempo e conquistare i presenti in aula con il suo gesto e la sua testimonianza il giudice decide di non affidare la custodia di Julian all'uomo ma al padre naturale Kevin, che nel frattempo riconosce il legame di sangue. L'epilogo si svolge esattamente un anno, 3 mesi e 6 giorni dopo, al compleanno di Sonny, che ora è un avvocato, sposato con Layla e padre di un bimbo, mentre Kevin, Corinne e Julian sono ormai diventati una famiglia inoltre Sonny e Corinne sono riusciti a mettere da parte le ostilità diventando amici imparando a rispettarsi entrambi. Per festeggiare il gruppo va nel fast food Hooters dove qui si ritrova con i suoi amici e con sorpresa trova Vanessa ora ridotta a fare la cameriera nel locale con grande divertimento di Sonny nel scoprire che lei e Sid sono finiti a lavorare nel locale venendo così presi in giro da Sonny e infine anche da Julian che se la ridono festeggiando il compleanno tutti insieme.

## Produzione
Per tutta la durata del film, essendo gemelli monozigoti, gli allora bambini Dylan e Cole Sprouse si sono alternati nell'interpretazione di Julian McGrath.

## Accoglienza
È stato fino ad ora il più grande successo di Adam Sandler, avendo raccolto nei soli Stati Uniti d'America oltre 160 milioni di dollari.

## Colonna sonora
1. Sheryl Crow – Sweet Child o' Mine – cover di Sweet Child o' Mine dei Guns N' Roses
2. Garbage – When I Grow Up
3. Limp Bizkit – Just Like This
4. Everlast – Only Love Can Break Your Heart
5. Eurythmics – Sweet Dreams (Are Made of This)
6. Melanie C – Ga Ga
7. Shawn Mullins – What Is Life – cover di What Is Life di George Harrison
8. Rufus Wainwright – Instant Pleasure
9. The Wiseguys – Ooh La La
10. Yvonne Elliman – If I Can't Have You
11. The Pharcyde – Passing Me By
12. Big Audio Dynamite – Rush
13. Styx – Babe
14. Tim Herlihy – The Kangaroo Song
15. Bruce Springsteen – Growin' Up
16. Van Halen – Jump

## Riconoscimenti
- 2000 - MTV Movie Awards
  - Miglior performance comica a Adam Sandler
  - Nomination Miglior performance maschile a Adam Sandler
  - Nomination Miglior coppia a Adam Sandler e Dylan e Cole Sprouse